# Bảng chữ cái tiếng Mãn
Bảng chữ cái tiếng Mãn (tiếng Mãn: ᠮᠠᠨ᠋ᠵᡠ
ᡥᡝᡵᡤᡝᠨ manju hergen) là một hệ thống chữ viết được sử dụng để viết các phương ngữ khác nhau của tiếng Mãn. Chữ Mãn được phát triển từ chữ Mông Cổ. Hướng của chữ từ trên xuống dưới, các dòng được viết từ trái sang phải. Mỗi chữ cái có ba biến thể đồ họa của loại, được xác định bởi vị trí trong từ: ở đầu, giữa và cuối. Hệ thống chữ viết ban đầu do hai học giả thời Nỗ Nhĩ Cáp Xích sáng tạo dự trên chữ Mông Cổ được gọi là "cựu Mãn văn". Về sau nhà phiên dịch Đạt Hải tiến hành cải tạo và hoàn thiện hệ thống chữ viết này, cho ra đời "tân Mãn văn". Hiện nay, các văn thư bằng tiếng Mãn được lưu trữ tại Viện lưu trữ lịch sử số 1 Trung Quốc hay Viện lưu trữ tỉnh Liêu Ninh phần lớn đều sử dụng hệ thống chữ của "tân Mãn văn".

## Lịch sử

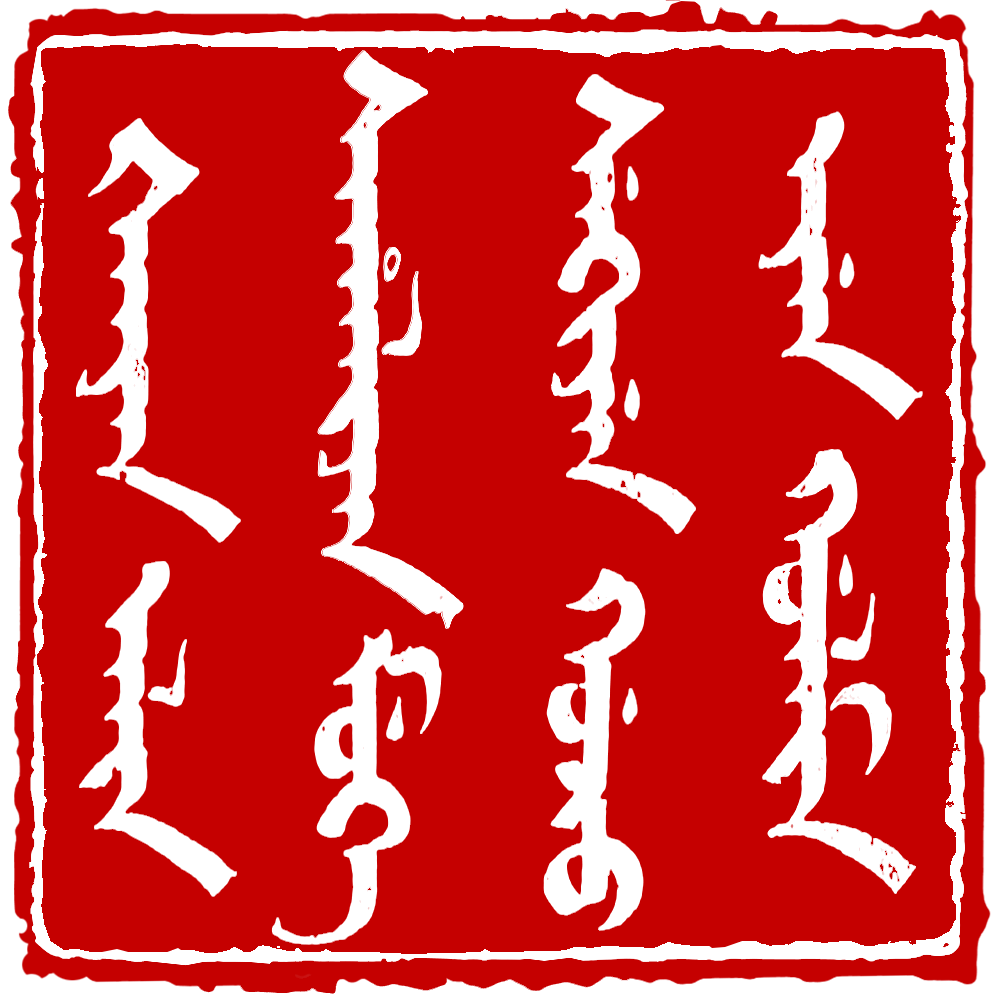
Con dấu có khắc "Bạch sơn hắc thủy, nguyên viễn lưu trường" bằng tiếng Mãn

Mãn tộc do Hải Tây Nữ Chân, Kiến Châu Nữ Chân, Mông Cổ, rất nhiều dân tộc dung hợp mà thành. Từ thời kỳ Kim Thái Tổ, chữ Nữ Chân đã được sáng tạo dựa trên chữ Hán và đại tự Khiết Đan. Sau khi nhà Nguyên tiêu diệt nhà Kim, chữ Nữ Chân tiếp tục được sử dụng tại khu vực Liêu Đông cho đến thời Minh trung kỳ. Đến thời Nỗ Nhĩ Cáp Xích, những văn bản bằng tiếng Nữ Chân gần như đã không còn. Đại đa số người Nữ Chân nói tiếng Nữ Chân, sử dụng chữ Mông Cổ, cũng có một ít người sử dụng chữ Hán. Điều này khiến cho tỉ lệ người biết chữ cực kì thấp, cực kì bất lợi đối với sự lưu hành của các chính lệnh, thường làm hỏng thời cơ trong chiến tranh, hoàn toàn không đáp ứng được sự phát triển của xã hội người Nữ Chân.

### Cựu Mãn văn
Căn cứ Mãn Châu thực lục (tiếng Mãn: ᠮᠠᠨᠵᡠ ᡳ
ᠶᠠᡵᡤᡳᠶᠠᠨ
ᡴᠣᠣᠯᡳ, Möllendorff: manju i yargiyan kooli; tiếng Trung: 滿洲實錄; bính âm: Mǎnzhōu Shílù), năm 1599, Nỗ Nhĩ Cáp Xích lệnh cho Ngạch Nhĩ Đức Ni (額爾德尼) và Cát Cái (噶盖) mượn văn tự Mông Cổ để sáng tạo ra văn tự cho tiếng Mãn. Mặc kệ sự phản đối của hai cố vấn, Nỗ Nhĩ Cáp Xích vẫn quyết tâm chuyển chữ Mông Cổ sang chữ không có dấu chấm tròn (tiếng Mãn: ᡨᠣᠩᡴᡳ
ᡶᡠᡴᠠ
ᠠᡴᡡ
ᡥᡝᡵᡤᡝᠨ, Möllendorff: tongki fuka akū hergen, Abkai: tongki fuka akv hergen, nghĩa đen: chữ Mãn không dấu tròn), còn được xưng là "lão Mãn văn" hay "cựu Mãn văn". Văn tự này thông hành ở Kiến Châu lúc bấy giờ, ảnh hưởng rất lớn đến sự thành lập của Hậu Kim và sự phát triển của người Mãn sau này.

### Tân Mãn văn
Trước đây, hệ thống chữ Mãn có rất nhiều phụ âm cùng các nguyên âm như o và ū đều dùng chung một chữ cái, dẫn đến rất nhiều trường hợp khó phân biệt chúng. Theo nhiều tài liệu, tháng 3 năm 1632, Hoàng Thái Cực đã lệnh Đạt Hải tiến hành cải chế hệ thống chữ này. Tuy nhiên có 3 phiên bản về thời điểm Đạt Hải bắt đầu cải tạo Mãn văn: giữa những năm Thiên Mệnh, năm Thiên Thông thứ 3 (1629) và năm Thiên Thông thứ 6 (1632). Cũng như Ngạch Nhĩ Đức Ni, Đạt Hải được xem là người không chỉ thông thạo cả 3 ngôn ngữ tiếng Hán, tiếng Mãn và tiếng Mông Cổ mà còn am hiểu về ngôn ngữ và văn hóa của cả người Mông Cổ và người Mãn. Ông đã sáng tạo thêm 12 ký tự đầu, lại thêm các chấm tròn bên cạnh các chữ Mãn cũ để phân biệt các phụ nguyên âm khác nhau, tiến hành chuẩn hóa hình thức mẫu tự của chữ Mãn. Ngoài ra ông còn sử dụng thêm tulergi hergen (chữ nước ngoài) bao gồm tiền tố nguyên âm đôi để sử dụng chữ Mãn viết các từ mượn tiếng Trung, tiếng Phạn và tiếng Tây Tạng. Trước đây, các từ không phải tiếng Mãn này không có chữ cái tương ứng trong bảng chữ cái tiếng Mãn. Các âm được phiên âm bao gồm: k' (bính âm: k, ᠺ), k (g, ᡬ), x (h, ᡭ); ts' (c, ᡮ); ts (ci, ᡮ᠊ᡟ); sy (si, ᠰ᠊ᡟ); dz (z, ᡯ); c'y (chi, ᡱᡟ); j'y (zhi, ᡷᡟ); và ž (r, ᡰ). Việc cải tiến của Đạt Hải đã giúp cho chữ Mãn trở thành một hệ thống chữ viết có thể phát âm rõ ràng và biểu ý chuẩn xác. Hệ thống chữ Mãn mới thành công ra đời, được xưng là "tân Mãn văn"  (tiếng Mãn: ᡨᠣᠩᡴᡳ
ᡶᡠᡴᠠ
ᠰᡳᠨᡩᠠᡥᠠ
ᡥᡝᡵᡤᡝᠨ, chuyển tả: tongki fuka sindaha hergen, nghĩa đen: chữ Mãn thêm chấm tròn) và bắt đầu thông dụng ở Hậu Kim. Cũng từ đây, chữ Mãn bắt đầu định hình, không còn tiếp tục thay đổi.
Trước thời Thanh trung kỳ, các loại chiếu, cáo đều sử dụng Mãn văn, chữ Mãn cũng trở thành văn tự được sử dụng chủ yếu trong tấu báo, công văn, dạy học, phiên dịch và sử dụng hằng ngày. Trước thời Càn Long, số lượng tấu chương viết bằng chữ Mãn chiếm phần lớn, nhiều hơn rất nhiều so với chữ Hán. Trong đó thời Thuận Trị tấu chương hầu hết đều là thuần Mãn văn, thời Khang - Ung thì tấu chương viết xen kẽ Hán - Mãn, sử dụng thuần chữ Hán hay thuần chữ Mãn rất hiếm.

### Thế kỷ 19 – nay
Năm Càn Long thứ 40 (1775), một quan lớn người Mãn là Quả Nhĩ Mẫn (果爾敏) đã không thể nghe hiểu khi Càn Long sử dụng tiếng Mãn, mà người này đến từ Thịnh Kinh, Thịnh Kinh Tướng quân Lâm Ninh Tả (琳寧寫) viết tấu chương cho Càn Long cũng bằng chữ Hán. Sau thời Càn – Gia, tiếng Mãn ngày càng suy bại. Năm Quang Tự thứ 10 (1884), sau khi Tân Cương thành lập, nhân số sử dụng tiếng Mãn đạt hơn 40 ngàn người, trong đó ngoại trừ người Mãn thì người Xibe (Tích Bá) cũng sử dụng tiếng Mãn. Đến giữa thế kỷ 19, có 3 phong cách viết chữ Mãn được sử dụng: chữ viết tiêu chuẩn (ginggulere hergen), chữ bán thảo (gidara hergen) và chữ thảo (lasihire hergen). Chữ bán thảo có khoảng cách giữa các ký tự nhỏ hơn còn chữ thảo có đuôi tròn.
Bảng chữ Mãn còn được sử dụng để viết tiếng Trung. Trong cuốn "Manchu: a Textbook for Reading Documents" đã có một bản so sánh phiên âm các âm tiết tiếng Trung viết bằng chữ Mãn, Pinyin và Wade-Giles. Việc sử dụng chữ Mãn để phiên âm tiếng Trung là một nguồn từ vay mượn cho tiếng Xibe. Một số từ điển Hán–Mãn có chứa các ký tự chữ Hán được phiên âm bằng chữ Mãn. Phiên bản tiếng Mãn của Thiên tự văn và Hồng lâu mộng thực sự đã sử dụng phiên âm tiếng Mãn của tất cả các Hán tự.
Trong cuốn "Khâm định Liêu Kim Nguyên tam sử quốc ngữ giải" (tiếng Trung: 欽定遼金元三史國語解; nghĩa đen 'Giải thích lịch sử ngôn ngữ 3 quốc gia Liêu Kim Nguyên') được biên soạn dưới thời Càn Long, bảng chữ cái tiếng Mãn được sử dụng để viết các từ Evenk; hay trong cuốn "Ngự chế ngũ thể Thanh văn giám" (tiếng Trung: 御製五體清文鑑) một cuốn từ điển 5 ngôn ngữ cũng được biên soạn dưới triều Càn Long, chữ Mãn được sử dụng để phiên âm các từ Tây Tạng và Duy Ngô Nhĩ.

## Alphabet

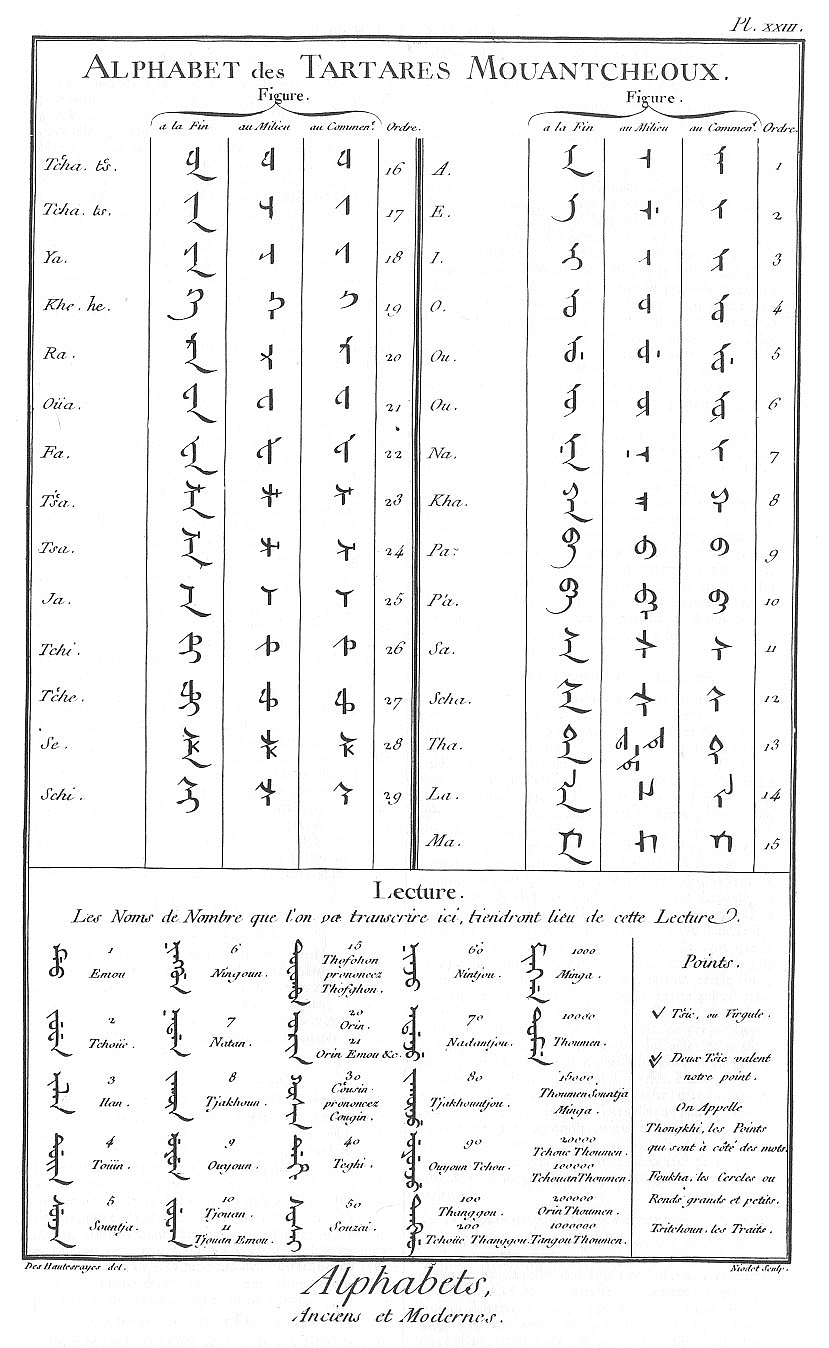
Bảng chữ cái tiếng Mãn

Wikipedia viết bằng chữ Mãn(uikipediya)

| Ký tự     | Ký tự     | Ký tự     | Ký tự              | Phiên âm                        | Unicode   | Ghi chú                                                                             |
| Độc lập   | tiền tố   | trung tố  | hậu tố             | Phiên âm                        | Unicode   | Ghi chú                                                                             |
| Nguyên âm | Nguyên âm | Nguyên âm | Nguyên âm          | Nguyên âm                       | Nguyên âm | Nguyên âm                                                                           |
| --------- | --------- | --------- | ------------------ | ------------------------------- | --------- | ----------------------------------------------------------------------------------- |
| ᠠ         | ᠠ᠊        | ᠊ᠠ᠊       | ᠊ᠠ                 | a [a]                           | 1820      | Hình thức hậu tố thứ 2 được sử dụng sau b, p ([p], [pʰ]).                           |
| ᠠ         | ᠠ᠊        | ᠊ᠠ᠊       | ᠊ᠠ᠋                 | a [a]                           | 1820      | Hình thức hậu tố thứ 2 được sử dụng sau b, p ([p], [pʰ]).                           |
| ᡝ         | ᡝ᠊        | ᠊ᡝ᠊       | ᠊ᡝ                 | e [ə]                           | 185D      | Hình thức hậu tố thứ 2 được sử dụng sau k, g, h ([qʰ], [q], [χ]).                   |
| ᡝ         | ᡝ᠊        | ᠊ᡝ᠊       | ‍ᡝ᠋                   | e [ə]                           | 185D      | Hình thức hậu tố thứ 2 được sử dụng sau k, g, h ([qʰ], [q], [χ]).                   |
| ᡳ         | ᡳ᠊        | ᠊ᡳ᠊       | ᠊ᡳ                 | i [i]                           | 1873      |                                                                                     |
| ᡳ         | ᡳ᠊        | ᠊ᡳ᠋᠊       | ᠊ᡳ᠋                 | i [i]                           | 1873      |                                                                                     |
| ᠣ         | ᠣ᠊        | ᠊ᠣ᠊       | ᠊ᠣ                 | o [ɔ]                           | 1823      |                                                                                     |
| ᠣ         | ᠣ᠊        | ᠊ᠣ᠊       | ᠊ᠣ᠋                 | o [ɔ]                           | 1823      |                                                                                     |
| ᡠ         | ᡠ᠊        | ᠊ᡠ᠊       | ᠊ᡠ                 | u [u]                           | 1860      |                                                                                     |
| ᡠ         | ᡠ᠊        | ᠊ᡠ᠊       | ??                 | u [u]                           | 1860      |                                                                                     |
| ᡡ         | ᡡ᠊        | ᠊ᡡ᠊       | ᠊ᡡ                 | ū/uu/v [ʊ]                      | 1861      |                                                                                     |
| ᡟ         |           | ᠊ᡟ᠊       | ᠊ᡟ                 | y/y/i' [ɨ]                      | 185F      | Được sử dụng trong từ mượn tiếng Hán.                                               |
| ᡳᠣᡳ       | ᡳᠣᡳ᠊      | ᠊ᡳᠣᡳ᠊     | ᠊ᡳᠣᡳ               | ioi [y]                         |           | Được sử dụng trong từ mượn tiếng Hán.                                               |
| Phụ âm    |           |           |                    |                                 |           |                                                                                     |
| ᠨ         | ᠨ᠊        | ᠊ᠨ᠋᠊       | ᠊ᠨ ᠊ᠨ᠋              | n [n]                           | 1828      | Hình thức có dấu chấm được sử dụng trước các nguyên âm; không dấu đứng trước phụ âm |
| ᠨ         | ᠨ᠊        | ᠊ᠨ᠊       | ᠊ᠨ ᠊ᠨ᠋              | n [n]                           | 1828      | Hình thức có dấu chấm được sử dụng trước các nguyên âm; không dấu đứng trước phụ âm |
| ᠩ         |           | ᠊ᠩ᠊       | ᠊ᠩ                 | ng [ŋ]                          | 1829      | Chỉ sử dụng sau nguyên âm                                                           |
| ᡴ         | ᡴ᠊        | ᠊ᡴ᠊       | ᠊ᡴ                 | k [qʰ]                          | 1874      | Dạng không chấm đứng trước a, o, ū; dạng có chấm đứng trước phụ âm                  |
| ᡴ         | ᡴ᠊        | ᠊ᡴ᠋᠊       | ᠊ᡴ                 | k [qʰ]                          | 1874      | Dạng không chấm đứng trước a, o, ū; dạng có chấm đứng trước phụ âm                  |
| ᡴ         | ᡴ᠌         | ᠊ᡴ᠌᠊       | ᠊ᡴ᠋                 | k [kʰ]                          | 1874      | Dạng này đứng trước e, i, u hoặc sau e, i, u nhưng không trước nguyên âm khác       |
| ᡤ         | ᡤ᠊        | ᠊ᡤ᠊       |                    | g [q]                           | 1864      | Đứng sau a, o, ū.                                                                   |
| ᡤ         |           |           |                    | g [k]                           | 1864      | Đứng sau e, i, u.                                                                   |
| ᡥ         | ᡥ᠊        | ᠊ᡥ᠊       |                    | h [χ]                           | 1865      | Đứng sau a, o, ū.                                                                   |
| ᡥ         |           |           |                    | h [x]                           | 1865      | Đứng sau e, i, u.                                                                   |
| ᠪ         | ᠪ᠊        | ᠊ᠪ᠊       | ᠊ᠪ                 | b [p]                           | 182A      |                                                                                     |
| ᡦ         | ᡦ᠊        | ᠊ᡦ᠊       |                    | p [pʰ]                          | 1866      |                                                                                     |
| ᠰ         | ᠰ᠊        | ᠊ᠰ᠊       | ᠊ᠰ                 | s [s], [ɕ] trước [i]            | 1830      |                                                                                     |
|           | ᡧ᠊        | ᠊ᡧ᠊       |                    | š [ʃ], [ɕ] trước [i]            | 1867      |                                                                                     |
| ᡨ         | ᡨ᠋᠊        | ᠊ᡨ᠋᠊       |                    | t [tʰ]                          | 1868      | Đứng trước a, o, i;                                                                 |
| ᡨ         |           | ᠊ᡨ᠌᠊       | ᠊ᡨ                 | t [tʰ]                          | 1868      | Dùng khi phía trước có nguyên âm, phía sau có phụ âm                                |
| ᡨ         | ᡨ᠌᠊        | ᠊ᡨ᠍᠊       |                    | t [tʰ]                          | 1868      | Đứng trước e, u, ū                                                                  |
| ᡩ         | ᡩ᠊        | ᠊ᡩ᠊       |                    | d [t]                           | 1869      | Đứng trước a, o, i;                                                                 |
| ᡩ         | ᡩ᠋᠊        | ᠊ᡩ᠋᠊       | Đứng sau e, u, ū   | d [t]                           | 1869      |                                                                                     |
| ᠯ         | ᠯ᠊        | ᠊ᠯ᠊       | ᠊ᠯ                 | l [l]                           | 182F      | Thường thấy ở các từ nước ngoài                                                     |
| ᠮ         | ᠮ᠊        | ᠊ᠮ᠊       | ᠊ᠮ                 | m [m]                           | 182E      |                                                                                     |
| ᠴ         | ᠴ᠊        | ᠊ᠴ᠊       |                    | c/ch/č/q [t͡ʃʰ], [t͡ɕʰ] trước [i] | 1834      |                                                                                     |
| ᠵ         | ᠵ᠊        | ᠊ᠵ᠊       |                    | j/zh/ž [t͡ʃ], [t͡ɕ] trước [i]     | 1835      |                                                                                     |
| ᠶ         | ᠶ᠊        | ᠊ᠶ᠊       |                    | y [j]                           | 1836      |                                                                                     |
| ᡵ         | ᡵ᠊        | ᠊ᡵ᠊       | ᠊ᡵ                 | r [r]                           | 1875      | Thường chỉ tồn tại trong các từ nước ngoài                                          |
| ᡶ         | ᡶ‍         | ‍ᡶ‍          |                    | f [f]                           | 1876      | Đứng trước a, e                                                                     |
| ᡶ         | ᡶ᠋‍         | ‍ᡶ᠋‍          | Đứng trước i o u ū | f [f]                           | 1876      |                                                                                     |
| ᠸ         | ᠸ᠊        | ᠊ᠸ᠊       |                    | v (w) [w], [v-]                 | 1838      | Chỉ xuất hiện trước a, e                                                            |
| ᠺ         | ᠺ᠊        | ᠊ᠺ᠊       |                    | k'/kk/k῾/k’ [kʰ]                | 183A      | Chữ cho từ mượn, dùng cho âm k [kʰ] trong bính âm, đứng trước a, o.                 |
| ᡬ         | ᡬ᠊        | ᠊ᡬ᠊       |                    | g'/gg/ǵ/g’ [k]                  | 186C      | Chữ cho từ mượn, dùng cho âm g [k] trong piyin, đứng trước a, o.                    |
| ᡭ         | ᡭ᠊        | ᠊ᡭ᠊       |                    | h'/hh/h́/h’ [x]                  | 186D      | Chữ cho từ mượn, dùng cho âm h [x] trong piyin, đứng trước a, o.                    |
| ᡮ         | ᡮ᠊        | ᠊ᡮ᠊       |                    | ts'/c/ts῾/c [tsʰ]               | 186E      | Chữ cho từ mượn, dùng cho âm c [t͡sʰ] trong piyin.                                   |
| ᡯ         | ᡯ᠊        | ᠊ᡯ᠊       |                    | dz/z/dz/z [t͡s]                  | 186F      | Chữ cho từ mượn, dùng cho âm z [t͡s] trong piyin.                                    |
| ᡰ         | ᡰ᠊        | ᠊ᡰ᠊       |                    | ž/rr/ž/r’ [ʐ]                   | 1870      | Chữ cho từ mượn, dùng cho âm r [ʐ] trong piyin.                                     |
| ᡱ         | ᡱ᠊        | ᠊ᡱ᠊       |                    | c'/ch/c῾/c’ [tʂʰ]               | 1871      | Chữ cho từ mượn, dùng cho âm ch [tʂʰ] và chi/c'y [tʂʰɨ] trong piyin.                |
| ᡷ         | ᡷ᠊        | ᠊ᡷ᠊       |                    | j/zh/j̊/j’ [tʂ]                  | 1877      | Chữ cho từ mượn, dùng cho âm zh [tʂ] và zhi/j'y [tʂɨ] trong piyin.                  |